# Dyskografia Toma Jonesa
Dyskografia walijskiego piosenkarza Toma Jonesa:

## Albumy studyjne
- Along came Jones (1965)
- What's New Pussycat (1965)
- A-tom-ic Jones (1965)
- It's Not Unusual (1965)
- From The Heart (1966)
- Green Green Grass Of Home (1966)
- Funny Familiar Forgotten Feelings (1967)
- 13 Smash Hits (1967)
- Delilah (1968)
- The Tom Jones Fever Zone (1968)
- Help Yourself (1968)
- Tom (1970)
- This Is Tom Jones (1970)
- I (Who Have Nothing) (1970)
- Tom Jones Sings She's A Lady (1971)
- Close Up (1972)
- The Body and Soul of Tom Jones (1973)
- Somethin' Bout You Baby I Like (1974)
- Memories Don't Leave Like People Do (1975)
- Say You'll Stay Until Tomorrow (1977)
- What A Night (1977)
- I'm Coming Home (1978)
- Rescue Me (1979)
- Do You Take This Man (1979)
- Darlin' (1981)
- Country (1982)
- Don't Let Our Dreams Die Young (1983)
- Love Is on the Radio (1984)
- Tender Loving Care (1985)
- At This Moment [Move Closer] (1989)
- Carrying A Torch (1991)
- The Lead And How To Swing It (1994)
- From The Vaults (1998)
- Reload (1999)
- Mr. Jones (2002)
- Tom Jones & Jools Holland (2004)
- 24 Hours (2008)
- Praise & Blame (2010)
- Spirit In The Room (2012)

## Kompilacje
- Rereleases (1972)
- Tom Jones Greatest Hits (1973)
- The Tenth Anniversary Album of Tom Jones – 20 Greatest Hits (1975) (UK #1)
- Tom Jones Sings 24 Great Standards (1976)
- The Country Side of Tom Jones (1978)
- The Complete Tom Jones (1992)
- The Legendary Tom Jones - 30th Anniversary Album (1995)
- The Collection (1995)
- The Ultimate Collection (1999)
- 20th Century Masters Volume 1 (2000)
- The Best of Tom Jones (2000)
- The Universal Masters Collection (2000)
- She's A Lady - Original Hits and Live Classics (2001)
- The Definitive Tom Jones (2003)
- Reloaded: Greatest Hits (2003)
- Tom Jones: Gold (2005)
- Do Ya Think I'm Sexy? (2005 Remixes)
- The Collection [4CD Reader's Digest] (2005)
- 20th Century Masters Volume 2 - Country Hits (2006)
- The Collection [2CD] (2006)
- Greatest Hits: The Platinum Edition (2006)
- The Signature Collection: Tom Jones (2007)
- The Love Collection (2007)
- Tom Jones Sings The Beatles (2007)
- Greatest Hits - Rediscovered (2010)

## Albumy koncertowe
- Tom Jones Live! At The Talk Of The Town (1967)
- Tom Jones Live In Las Vegas (1969)
- Tom Jones Live At Caesar's Palace (1971)[1][2]
- Great Songs of Our Time (1997)
- The Ultimate Collection [4CD BMG] (1997)
- At His Best (1997)
- The Biggest Hits (1998)
- Tom Jones Sings Country - 20 Great Country Favourites (1998)
- Golden Evergreen (2000)
- Tom Jones Sings Country (2003)
- The Tiger (2003)
- Duets (2005)
- When I Fall In Love (2005)
- Tom Jones Sings The Pop Standards (2005)
- Forever Tom Jones (2006)
- 55 World Hits (2008)
- The Classic Tom Jones (2008)

## Single
| Year | Single                                                                   | B-Side                                                           | Numer katalogowy                  | Pozycje na listach przebojów | Pozycje na listach przebojów | Pozycje na listach przebojów | Pozycje na listach przebojów | Pozycje na listach przebojów | Album                               |
| Year | Single                                                                   | B-Side                                                           | Numer katalogowy                  | UK                           | US                           | US Dance                     | US Country                   | CAN Country                  | Album                               |
| ---- | ------------------------------------------------------------------------ | ---------------------------------------------------------------- | --------------------------------- | ---------------------------- | ---------------------------- | ---------------------------- | ---------------------------- | ---------------------------- | ----------------------------------- |
| 1964 | "Chills & Fever"                                                         | "Breathless"                                                     | Decca F 11966                     | —                            | 125                          | —                            | —                            | —                            | N/A                                 |
| 1965 | "It’s Not Unusual"                                                       | "To Wait For Love"                                               | Decca F 12062                     | 1                            | 10                           | —                            | —                            | —                            | Along Came Jones                    |
| 1965 | "Once Upon a Time"                                                       | "I Tell The Sea"                                                 | Decca F 12121                     | 32                           | —                            | —                            | —                            | —                            | Along Came Jones                    |
| 1965 | "Little Lonely One"                                                      | "That's What We'll Do"                                           | Columbia DB 7566                  | —                            | —                            | —                            | —                            | —                            | N/A                                 |
| 1965 | "With These Hands"                                                       | "Untrue"                                                         | Decca F 12191                     | 13                           | 27                           | —                            | —                            | —                            | N/A                                 |
| 1965 | "What’s New Pussycat?"                                                   | "The Rose"                                                       | Decca F 12203                     | 11                           | 3                            | —                            | —                            | —                            | What's New Pussycat?                |
| 1965 | "Lonely Joe"                                                             | "I Was A Fool"                                                   | Columbia DB 7733                  | —                            | —                            | —                            | —                            | —                            | N/A                                 |
| 1966 | "Thunderball"                                                            | "Key To My Heart"                                                | Decca F 12292                     | 35                           | 25                           | —                            | —                            | —                            | A-Tom-Ic Jones                      |
| 1966 | "To Make a Big Man Cry"                                                  | "I'll Never Let You Go                                           | Decca F 12315 (Export)            | —                            | —                            | —                            | —                            | —                            | A-Tom-Ic Jones                      |
| 1966 | "Stop Breaking My Heart"                                                 | "Never Give Away Love"                                           | Decca F 12349                     | —                            | —                            | —                            | —                            | —                            | A-Tom-Ic Jones                      |
| 1966 | "Once There Was a Time"                                                  | "Not Responsible" (U.S. A Side)                                  | Decca F 12390                     | 18                           | 58                           | —                            | —                            | —                            | N/A                                 |
| 1966 | "This and That"                                                          | "City Girl"                                                      | Decca F 12461                     | 44                           | —                            | —                            | —                            | —                            | A-Tom-Ic Jones                      |
| 1966 | "Green Green Grass of Home"                                              | "Promise Her Anything"                                           | Decca F 22511                     | 1                            | 11                           | —                            | —                            | —                            | Green, Green Grass of Home          |
| 1967 | "Detroit City"                                                           | "If I Had You"                                                   | Decca F 22555                     | 8                            | 27                           | —                            | —                            | —                            | Green, Green Grass of Home          |
| 1967 | "Funny Familiar Forgotten Feelings"                                      | "I'll Never Let You Go"                                          | Decca F 12599                     | 7                            | —                            | —                            | —                            | —                            | Green, Green Grass of Home          |
| 1967 | "I’ll Never Fall in Love Again"                                          | "Things I Wanna Do"                                              | Decca F 12639                     | 2                            | 6                            | —                            | —                            | —                            | 13 Smash Hits                       |
| 1967 | "I'm Coming Home"                                                        | "The Lonely One"                                                 | Decca F 12693                     | 2                            | 57                           | —                            | —                            | —                            | N/A                                 |
| 1968 | "Delilah"                                                                | "Smile"                                                          | Decca F 12747                     | 2                            | 15                           | —                            | —                            | —                            | Delilah                             |
| 1968 | "Help Yourself"                                                          | "Day By Day"                                                     | Decca F 12812                     | 5                            | 35                           | —                            | —                            | —                            | Help Yourself                       |
| 1968 | "A Minute of Your Time"                                                  | "Looking Out My Window"                                          | Decca F 12854                     | 14                           | 48                           | —                            | —                            | —                            | N/A                                 |
| 1969 | "Love Me Tonight"                                                        | "Hide And Seek"                                                  | Decca F 12924                     | 9                            | 13                           | —                            | —                            | —                            | N/A                                 |
| 1969 | "Without Love"                                                           | "The Man Who Knows Too Much"                                     | Decca F 12990                     | 10                           | 5                            | —                            | —                            | —                            | Tom                                 |
| 1970 | "Daughter of Darkness"                                                   | "Tupelo Mississippi Flash"                                       | Decca F 13013                     | 5                            | 13                           | —                            | —                            | —                            | I Who Have Nothing                  |
| 1970 | "I (Who Have Nothing)"                                                   | "Stop Breaking My Heart"                                         | Decca F 13061                     | 16                           | 14                           | —                            | —                            | —                            | I Who Have Nothing                  |
| 1970 | "Can't Stop Loving You"                                                  | "Never Give Away Love"                                           | Parrot 45-37598                   | —                            | 25                           | —                            | —                            | —                            | N/A                                 |
| 1971 | "She’s a Lady"                                                           | "My Way"                                                         | Decca F 13113                     | 13                           | 2                            | —                            | —                            | —                            | She's A Lady                        |
| 1971 | "Puppet Man"                                                             | "Every Mile"                                                     | Decca F 13183                     | 49                           | 26                           | —                            | —                            | —                            | She's A Lady                        |
| 1971 | "Till"                                                                   | "The Sun Died"                                                   | Decca F 13236                     | 2                            | 41                           | —                            | —                            | —                            | N/A                                 |
| 1972 | "The Young New Mexican Puppeteer"                                        | "All That I Need Is Some Time"                                   | Decca F 13298                     | 6                            | 80                           | —                            | —                            | —                            | Close Up                            |
| 1973 | "Golden Days"                                                            | "Goodbye, God Bless You Baby"                                    | Decca F 13393                     | —                            | —                            | —                            | —                            | —                            | N/A                                 |
| 1973 | "Letter to Lucille"                                                      | "Thank The Lord"                                                 | Decca F 13393                     | 31                           | 60                           | —                            | —                            | —                            | The Body And Soul of Tom Jones      |
| 1973 | "Today I Started Loving You Again"                                       | "I Still Love You Enough (To Love You All Over Again)"           | Decca F 13434                     | —                            | —                            | —                            | —                            | —                            | The Body And Soul of Tom Jones      |
| 1973 | "La La La (Just Having You Here)"                                        | "Love Love Love"                                                 | Decca F 13490                     | —                            | —                            | —                            | —                            | —                            | N/A                                 |
| 1974 | "Something 'Bout You Baby I Like"                                        | "Keep A Talkin' 'Bout Love"                                      | Decca F 13550                     | 36                           | —                            | —                            | —                            | —                            | Somethin' 'Bout You Baby I Like     |
| 1974 | "Pledging My Love"                                                       | "I'm Too Far Gone (To Turn Around)"                              | Decca F 13564                     | -                            | —                            | —                            | —                            | —                            | N/A                                 |
| 1975 | "Ain't No Love"                                                          | "When The Band Goes Home"                                        | Decca F 13575                     | —                            | —                            | —                            | —                            | —                            | N/A                                 |
| 1975 | "I Got Your Number"                                                      | "The Pain of Love"                                               | Decca F 13590                     | —                            | —                            | —                            | —                            | —                            | Memories Don't Leave Like People Do |
| 1975 | "Memories Don't Leave, But People Do"                                    | "Mr Helping Hand"                                                | Decca F 13598                     | —                            | —                            | —                            | —                            | —                            | Memories Don't Leave Like People Do |
| 1976 | "Say You’ll Stay Until Tomorrow"                                         | "Nothing Rhymed"                                                 | EMI 2583                          | 40                           | 15                           | —                            | 1                            | 1                            | Say You'll Stay Until Tomorrow      |
| 1976 | "Papa"                                                                   | "Don't Leave Me in the Morning"                                  | EMI C006-97564                    | —                            | —                            | —                            | —                            | —                            | Say You'll Stay Until Tomorrow      |
| 1977 | "Have You Ever Been Lonely?"                                             | "One Man Woman, One Woman Man"                                   | EMI 2662                          | —                            | —                            | —                            | —                            | —                            | Say You'll Stay Until Tomorrow      |
| 1977 | "Take Me Tonight                                                         | "I Hope You'll Understand"                                       | Epic 8-50382                      | —                            | 101                          | —                            | 25                           | 33                           | Say You'll Stay Until Tomorrow      |
| 1977 | "What a Night!"                                                          | "That's Where I Belong"                                          | Epic 8-50468                      | —                            | —                            | —                            | 71                           | 35                           | What A Night                        |
| 1978 | "No One Gave Me Love"                                                    | "That's Where I Belong"                                          | EMI 2756                          | —                            | —                            | —                            | —                            | —                            | What A Night                        |
| 1978 | "Baby as You Turn Away"                                                  | "Hey Love (It's A Feeling)"                                      | Epic 8-50636                      | —                            | —                            | —                            | —                            | —                            | N/A                                 |
| 1979 | "Dancing Endlessly"                                                      | "Never Had a Lady Before"                                        | MCA 41127                         | —                            | —                            | —                            | —                            | —                            | Rescue Me                           |
| 1979 | "Do You Take This Man?"                                                  | "If I Sing You a Love Song"                                      | Columbia DB 9068                  | —                            | —                            | —                            | —                            | —                            | Do You Take This Man                |
| 1981 | "Sonny Boy"                                                              | "The Words I Would Have Liked to Say"                            | Recorded Delivery Records RDR 007 | —                            | —                            | —                            | —                            | —                            | N/A                                 |
| 1981 | "Darlin'"                                                                | "I Don't Want to Get to Know You That Well"                      | Mercury 76100                     | —                            | 103                          | —                            | 19                           | —                            | Darlin'                             |
| 1981 | "What in the World's Come Over You?" (US)                                | "The Things That Matter Most To Me"                              | Mercury 76115                     | —                            | 109                          | —                            | 25                           | 33                           | Darlin'                             |
| 1981 | "Come Home Rhondda Boy"                                                  | "What in the World's Come Over You?" (UK)                        | Polydor POSP 371                  | —                            | —                            | —                            | —                            | —                            | Darlin'                             |
| 1981 | "But I Do"                                                               | "One Night"                                                      | Polydor POSP 410                  | —                            | —                            | —                            | —                            | —                            | Darlin'                             |
| 1982 | "Lady Lay Down"                                                          | "A Daughter's Question"                                          | Mercury 76125                     | —                            | —                            | —                            | 26                           | —                            | Darlin'                             |
| 1982 | "A Woman's Touch"                                                        | "I'll Never Get Over You"                                        | Mercury 76172                     | —                            | —                            | —                            | 16                           | 15                           | Country                             |
| 1983 | "Touch Me (I'll Be Your Fool Once More)"                                 | "We're Wasting Our Time"                                         | Mercury 810 445-7                 | —                            | —                            | —                            | 4                            | 5                            | Country                             |
| 1983 | "It'll Be Me"                                                            | "If I Ever Had To Say Goodbye To You"                            | Mercury 812 631 -7                | —                            | —                            | —                            | 34                           | 37                           | Country                             |
| 1983 | "I'll Be Here Where The Heart Is"                                        | "My Last Goodbye"                                                | Decca Jones 1                     | —                            | —                            | —                            | —                            | —                            | N/A                                 |
| 1984 | "This Time"                                                              | "Memphis, Tennessee"                                             | Mercury 818 801-7                 | —                            | —                            | —                            | 30                           | —                            | Don't Let Our Dreams Die Young      |
| 1984 | "I've Been Rained on Too"                                                | "That Old Piano"                                                 | Mercury 814 820-7                 | —                            | —                            | —                            | 13                           | —                            | Don't Let Our Dreams Die Young      |
| 1984 | "All the Love is on the Radio"                                           | "You Are No Angel"                                               | Mercury 880 173-7                 | —                            | —                            | —                            | 53                           | —                            | All The Love Is On The Radio        |
| 1985 | "I'm an Old Rock 'N' Roller (Dancin' To A Different Beat)"               | "My Kinda Girl"                                                  | Mercury 880 402-7                 | —                            | —                            | —                            | 67                           | 53                           | All The Love Is On The Radio        |
| 1985 | "Give Her All the Roses"                                                 | "A Picture Of You"                                               | Mercury 880 569-7                 | —                            | —                            | —                            | 48                           | —                            | All The Love Is On The Radio        |
| 1985 | "It's Four in the Morning"                                               | "I'll Never Get Over You"                                        | Mercury 884 252-7                 | —                            | —                            | —                            | 36                           | —                            | Tender Loving Care                  |
| 1985 | "Not Another Heart Song"                                                 | "Only My Heart Knows"                                            | Mercury 884 039-7                 | —                            | —                            | —                            | —                            | —                            | Tender Loving Care                  |
| 1987 | "A Boy From Nowhere"                                                     | Excerpts From The Musical "Matador"                              | Epic Ole 1                        | 2                            | —                            | —                            | —                            | —                            | Matador                             |
| 1987 | "I Was Born to Be Me"                                                    | "A Panama Hat"                                                   | Epic Ole 4                        | 61                           | —                            | —                            | —                            | —                            | Matador                             |
| 1987 | "It's Not Unusual" (re-recording)                                        | "Land Of A Thousand Dances" (Live)                               | Decca F103                        | 17                           | —                            | —                            | —                            | —                            | It's Not Unusual (Comp)             |
| 1987 | "What's New Pussycat" (Re-Issue)                                         | "Hard To Handle" (Live)                                          | Decca F104                        | —                            | —                            | —                            | —                            | —                            | It's Not Unusual (Comp)             |
| 1988 | "Kiss" (The Art Of Noise feat. Tom Jones)                                | "E.F.L."                                                         | China China 11                    | 5                            | 31                           | —                            | —                            | —                            | At This Moment                      |
| 1989 | "Move Closer"                                                            | "'Til The End Of Time"                                           | Jive 203                          | 49                           | —                            | —                            | —                            | —                            | At This Moment                      |
| 1989 | "At This Moment"                                                         | "Green Green Grass Of Home / It's Not Unusual" (Live)            | Jive X 219                        | —                            | —                            | —                            | —                            | —                            | At This Moment                      |
| 1991 | "Couldn't Say Goodbye"                                                   | "Zip It Up"                                                      | Dover ROJ 10                      | 51                           | —                            | —                            | —                            | —                            | Carring A Torch                     |
| 1991 | "Carrying a Torch" (Tom Jones i Van Morrison)                            | "Walk Tall (Valley of the Shadows)"                              | Dover ROJ 12                      | 57                           | —                            | —                            | —                            | —                            | Carring A Torch                     |
| 1991 | "I'm Not Feeling It Anymore"                                             | "Something That You Said"                                        | Dover ROJ 14                      | —                            | —                            | —                            | —                            | —                            | Carring A Torch                     |
| 1992 | "Delilah" (re-recording)                                                 | Various Live Tracks                                              | London TOCDP 10                   | 68                           | —                            | —                            | —                            | —                            | The Complete Tom Jones              |
| 1994 | "Gimme Shelter" (New Model Army i Tom Jones)                             | "Gimme Shelter" (The Rolling Stones – Live)                      | Food Orderlh1                     | 23                           | —                            | —                            | —                            | —                            | N/A                                 |
| 1994 | "All You Need is Love"                                                   | "All You Need Is Love" (7" Club Mix)                             | Childline Child 93                | 19                           | —                            | —                            | —                            | —                            | N/A                                 |
| 1994 | "If I Only Knew"                                                         | Remixes                                                          | ZTT ZANG 59                       | 11                           | 108                          | 4                            | —                            | —                            | The Lead And How To Swing It        |
| 1994 | "Situation"                                                              | Remixes                                                          | ZTT SAM 1544                      | —                            | —                            | 23                           | —                            | —                            | The Lead And How To Swing It        |
| 1994 | "I Wanna Get Back With You" (Tom Jones i Tori Amos)                      | "If I Only Knew" / "Situation" (Remixes)                         | ZTT ZANG 64                       | 109                          | —                            | —                            | —                            | —                            | The Lead And How To Swing It        |
| 1994 | "Love Is On Our Side"                                                    | Remixes                                                          | ZTT SAM 1522                      | —                            | —                            | —                            | —                            | —                            | The Lead And How To Swing It        |
| 1997 | "You Can Leave Your Hat On"                                              | "The Full Monty"                                                 | RCA 74321 522232                  | —                            | —                            | —                            | —                            | —                            | Full Monty OST                      |
| 1997 | "Kung Fu Fighting" (feat. Ruby)                                          | "Great Life"                                                     | Interscope IND-95533              | —                            | —                            | —                            | —                            | —                            | Super Cop OST                       |
| 1999 | "Burning Down the House" (Tom Jones i The Cardigans)                     | Remixes / "Unbelievable" (Live) / "Come Together" (Live)         | Gut CDGUT 026                     | 7                            | —                            | —                            | —                            | —                            | Reload                              |
| 1999 | "Baby, It’s Cold Outside" (Tom Jones i Cerys Matthews)                   | Remixes                                                          | Gut CDGUT 029                     | 17                           | —                            | —                            | —                            | —                            | Reload                              |
| 2000 | "Mama Told Me Not to Come" (Tom Jones u The Stereophonics)               | Remixes / "Looking Out My Window" (JTQ Version)                  | Gut CDGUT 031                     | 4                            | —                            | —                            | —                            | —                            | Reload                              |
| 2000 | "Sex Bomb" (Tom Jones u Mousse T)                                        | Remixes                                                          | Gut CDGUT 033                     | 3                            | —                            | 11                           | —                            | —                            | Reload                              |
| 2000 | "You Need Love Like I Do" (Heather Small i Tom Jones)                    | Remixes / "Kiss" (live)                                          | Gut CDGUT 036                     | 24                           | —                            | —                            | —                            | —                            | Reload                              |
| 2002 | "Pussycat" (Wyclef Jean i Tom Jones)                                     | "Pussycat" (Street Remix)                                        | Columbia COL 673002 1             | —                            | —                            | —                            | —                            | —                            | N/A                                 |
| 2002 | "Tom Jones International"                                                | Remixes                                                          | V2 VVR 5021083                    | 31                           | —                            | —                            | —                            | —                            | Mr Jones                            |
| 2003 | "Black Betty"                                                            | "I (Who Have Nothing)" (2003)                                    | V2 VVR 5021763                    | 50                           | —                            | —                            | —                            | —                            | Mr Jones                            |
| 2004 | "It'll Be Me" (Tom Jones i Jools Holland)                                | "Life's Too Short (To Bw With You)" / "Please Send Me Some Love" | Radar RAD 010CD                   | 84                           | —                            | —                            | —                            | —                            | Tom Jones & Jools Holland           |
| 2005 | "Hold on I'm Coming" (Tom Jones i John Farnham)                          | Digital Single                                                   | Sony BMG                          | —                            | —                            | —                            | —                            | —                            | Together In Concert                 |
| 2006 | "Stoned in Love" (Chicane feat. Tom Jones)                               | Remixes                                                          | Universal 9878011                 | 7                            | —                            | —                            | —                            | —                            | N/A                                 |
| 2006 | "Cry for Home" (Van Morrison i Tom Jones)                                | Digitial Single                                                  | Manhattan EMI                     | 98                           | —                            | —                            | —                            | —                            | N/A                                 |
| 2008 | "If He Should Ever Leave You"                                            | Digital Single                                                   | S-Curve                           | —                            | —                            | —                            | —                            | —                            | 24 Hours                            |
| 2009 | "Take Me Back to the Party"                                              | Digital Single                                                   | S-Curve                           | —                            | —                            | —                            | —                            | —                            | 24 Hours                            |
| 2009 | "Islands in the Stream" (Tom Jones, Rob Brydon, Ruth Jones i Robin Gibb) | Remixes                                                          | Mercury                           | 1                            | —                            | —                            | —                            | —                            | N/A                                 |

## Video i DVD
- Tom Jones Born To Be Me (1987)
- Tom Jones Live at this Moment (1989)
- This is Tom Jones (1992) [Program tworzony w latach 1969-71]
- This is Tom Jones Too (1993) [Program nagrywany w latach 1969-71]
- Tom Jones One Night Only... (1996)
- An Audience with Tom Jones (1999)
- Tom Jones London Bridge Special [Nagranie z 1974]
- Tom Jones Classic Country (1999) [Program tworzony w latach 1980-81]
- Tom Jones 35 Classic Ballads (2000) [Program tworzony w latach 1980-81]
- Tom Jones – The Ultimate Collection [Program tworzony w latach 1980-81]
- Tom Jones – Sincerely Yours (2002) [Program tworzony w latach 1980-81]
- Tom Jones Live At Cardiff Castle (2002)
- Tom Jones – Duets By Invitation Only (2002) [Program tworzony w latach 1980-81]
- Tom Jones – Classic R & B and Funk (2004) [Program tworzony w latach 1980-81]
- John Farnham & Tom Jones Together in Concert (2005)
- Tom Jones Sounds In Motion LEGENDS IN CONCERT (2006)
- This is Tom Jones (2007) – 3 płyty DVD zawierające materiał z koncertu w ABC o tej samej nazwie
- Tom Jones Christmas (2007) – [Program tworzony w latach 1969-71]
- This is Tom Jones Volume 2: Legendary Performers (2008) – 2 płyty DVD zawierające materiał z koncertu w ABC o tej samej nazwie
- This is Tom Jones Volume 3: What's New Pussycat (2009) – płyta DVD zawierające materiał z koncertu w ABC o tej samej nazwie